# 細草檀林
細草檀林（ほそくさだんりん）は、寛永18年（1641年）、上総国に法雲山遠霑寺として設置された日蓮宗勝劣派の学問所（檀林）の一つ。名称は所在地の字（あざ）にちなむ。

## 概要
寛永19年（1642年）に日隆門流および日興門流など、勝劣派僧侶の学問所として設立され、明治初期まで230年余り機能していたが、各門流がそれぞれ独立の宗派をたてて分離したため、学問所としての機能は停止した。遠霑寺は1942年（1967年）に日蓮正宗所属の寺院として復活している。

## 歴史
- 1642年（寛永19年）法詔寺・日感は敬台院の外護により、細草檀林を開檀する。
- 1872年（明治5年）学制発布により、細草檀林は廃檀する。